# Prémio Bellman

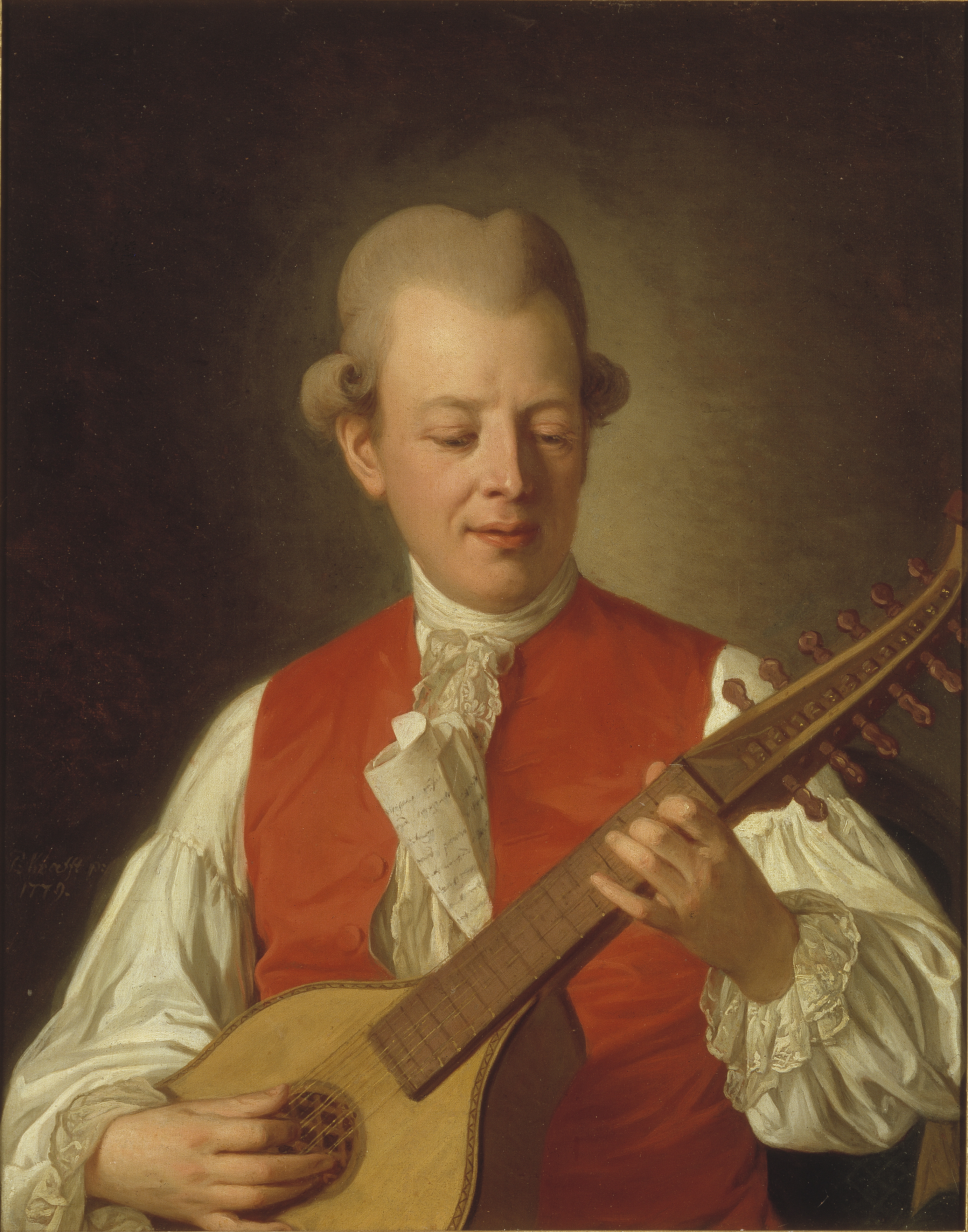
Carl Michael Bellman
inspirador do Prémio Bellman

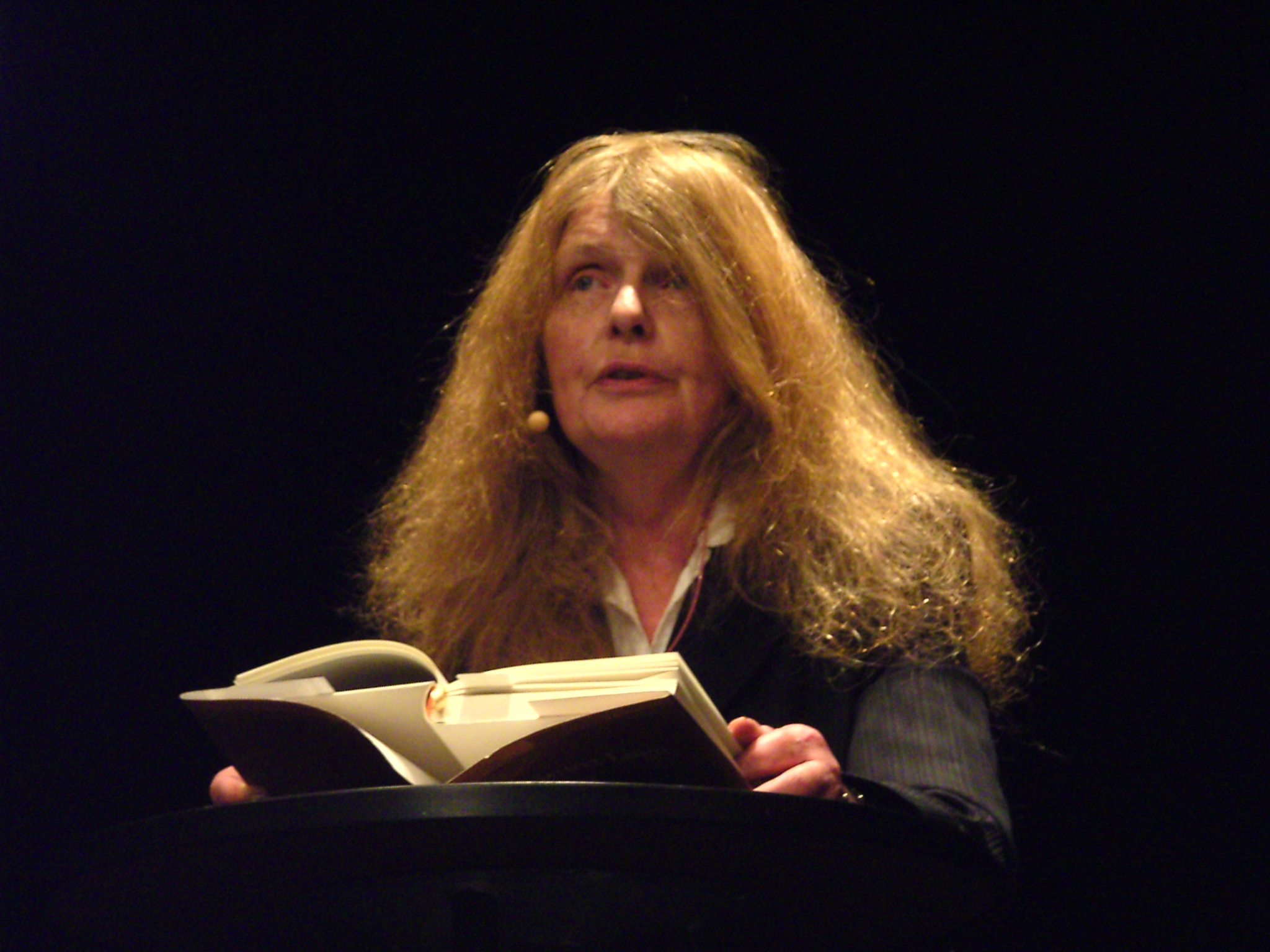
Kristina Lugn - 2002

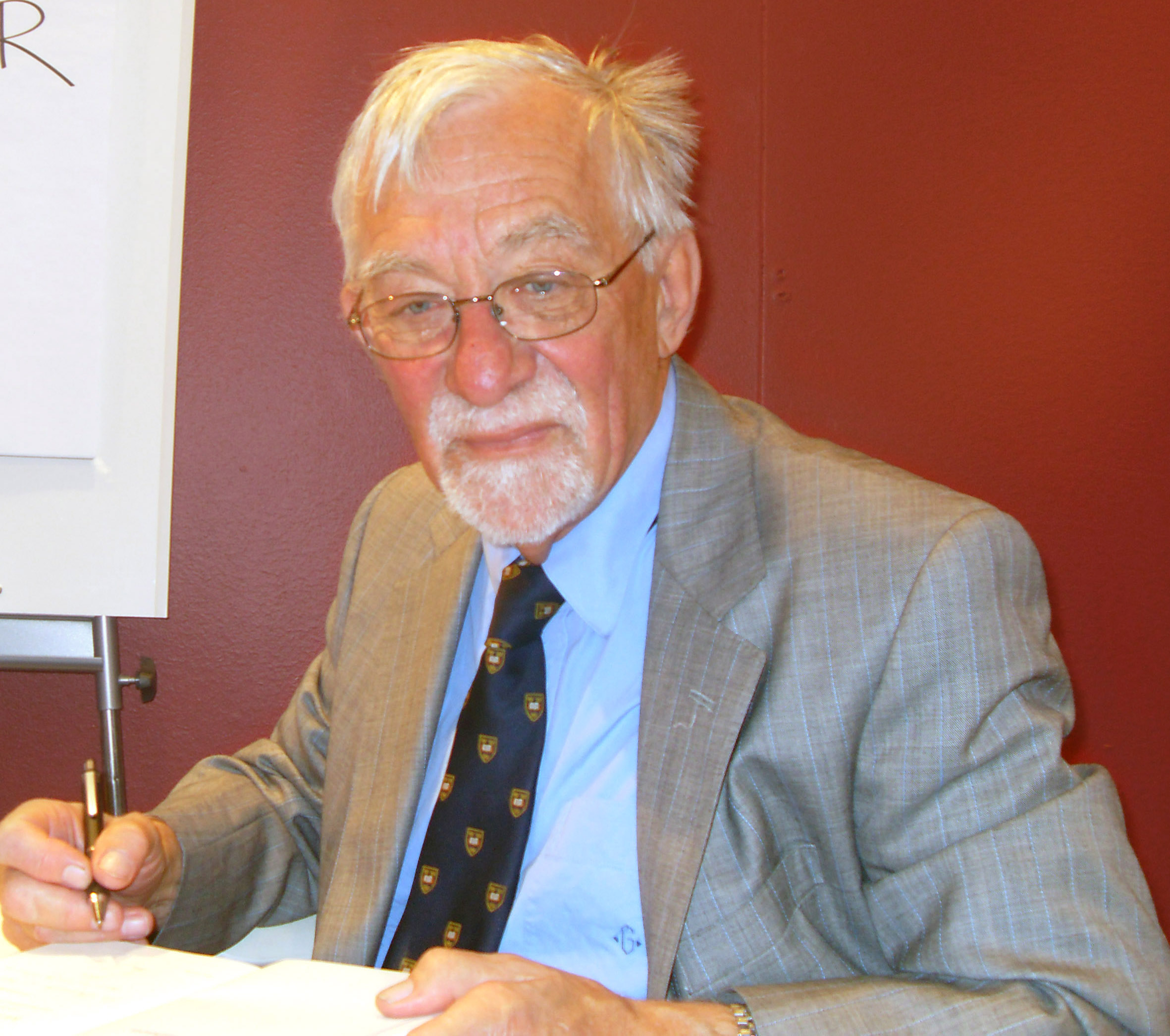
Lars Gustafsson - 1990

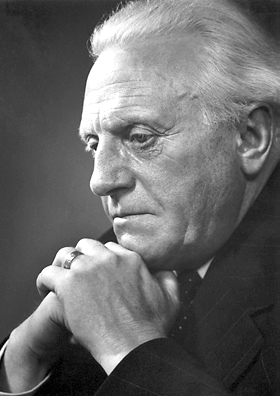
Pär Lagerkvist - 1945

O Prémio Bellman – em sueco Bellmanpriset - é um prémio literário, atribuído anualmente pela Academia Sueca. 

O Prémio Bellman, assim nomeado em memória do poeta lírico Carl Michael Bellman, foi instituído em 1920 por Emma e Anders Zorn para galardoar "um poeta sueco realmente eminente".

Segundo a vontade expressa de Anders Zorn, o prémio foi inicialmente atribuido a Axel Karlfeldt, entre 1920 e 1931, e a Albert Engström, de 1931 a 1942.

Entre os galardoados com este prémio figuram Pär Lagerkvist, Lars Gustafsson, Vilhelm Ekelund, Evert Taube, Tomas Tranströmer, Kristina Lugn e Göran Sonnevi.

## Galardoados
- 1920-1931 Erik Axel Karlfeldt
- 1932-1942 Albert Engström
- 1943 Bo Bergman
- 1944 Vilhelm Ekelund
- 1945 Pär Lagerkvist
- 1946 Sigfrid Siwertz
- 1947 Anders Österling
- 1948 Hjalmar Gullberg
- 1949 Bertil Malmberg
- 1950 Evert Taube
- 1951 Harry Martinson
- 1952 Erik Blomberg (konsthistoriker)
- 1953 Gunnar Ekelöf
- 1954 Johannes Edfelt
- 1955 Nils Ferlin
- 1956 Rabbe Enckell
- 1957 Olof Lagercrantz
- 1958 Erik Lindegren
- 1959 Werner Aspenström
- 1960 Karl Vennberg
- 1961 Gunnar Ekelöf
- 1962 Harry Martinson
- 1963 Elsa Grave
- 1964 Artur Lundkvist
- 1965 Sven Alfons
- 1966 Bo Bergman, Tomas Tranströmer
- 1967 Gunnar Ekelöf, Östen Sjöstrand
- 1968 Lars Forssell
- 1969 Anders Österling
- 1970 Ebba Lindqvist
- 1971 Johannes Edfelt
- 1972 Stig Sjödin
- 1973 Sandro Key-Åberg
- 1974 Birger Norman
- 1975 Petter Bergman
- 1976 Maria Wine
- 1977 Karl Ragnar Gierow
- 1978 Bo Setterlind
- 1979 Göran Sonnevi
- 1980 Werner Aspenström
- 1981 Lars Forssell
- 1982 Artur Lundkvist
- 1983 Tobias Berggren
- 1984 Bengt Emil Johnson
- 1985 Kjell Espmark
- 1986 Solveig von Schoultz
- 1987 Ragnar Thoursie
- 1988 Lennart Sjögren
- 1989 Folke Isaksson
- 1990 Lars Gustafsson
- 1991 Ingemar Leckius
- 1992 Gunnar Harding
- 1993 Anna Rydstedt
- 1994 Katarina Frostenson
- 1995 Lars Lundkvist
- 1996 Lasse Söderberg
- 1997 Eva Runefelt
- 1998 Björner Torsson
- 1999 Bruno K. Öijer
- 2000 Jesper Svenbro
- 2001 Olle Adolphson
- 2002 Kristina Lugn
- 2003 Tua Forsström
- 2004 Gunnar D Hansson
- 2005 Eva Ström
- 2006 Stig Larsson
- 2007 Claes Andersson
- 2008 Arne Johnsson
- 2009 Ann Jäderlund
- 2010 Magnus William-Olsson
- 2011 Birgitta Lillpers
- 2012 Lars Norén
- 2013 Eva-Stina Byggmästar
- 2014 Ingela Strandberg
- 2015 Barbro Lindgren
- 2016 Göran Sonnevi
- 2017 Lennart Sjögren
- 2018 Tua Forsström
- 2019 Gösta Ågren
- 2020 Eva Runefelt
- 2021 Åsa Maria Kraft